# Pilă Karpen
Pilele Karpen, numită și pile K (mai rar pila VK), denumită de autorul ei pila termoelectrică cu temperatură uniformă, sunt tipuri de pilă electrică inventată de Nicolae Vasilescu-Karpen. A fost brevetată în 1924 și realizată în 1947. Din 2013 se află expusă la Muzeul Național Tehnic „Prof.ing. Dimitrie Leonida” din București.

## Brevetare
Autorul a obținut brevet francez în 1924 pentru diferite tipuri de pile electrice cu 2 medii lichide nemiscibile și același tip de electrozi sau același mediu și electrozi din materiale diferite pentru a ilustra posibilitatea obținerii unei forțe electromotoare la contactul a două medii diferite sau electrozi diferiți, studiu început în 1922.
Ideea existenței electronilor liberi în electroliți și a rolului acestuia în formarea tensiunii electromotoare între două medii diferite în contact a fost luată în considerare de Karpen începând cu 1926.

## Descrierea elementelor constitutive
Karpen a realizat mai multe tipuri de pile care absorb căldura mediului ambiant.
Pila Karpen K 2' este formată din doi electrozi din aur pur legați în paralel ca electrod negativ și un electrod pozitiv din aur platinat, în timp ce electrolitul este acid sulfuric de puritate ridicată.

## Analiza funcționării pilelor
Din potențiale de electrozi ale celor două metale (+1,52 V pentru aur respectiv +1,188 V pentru platină) rezultă că această pilă electrochimică poate genera o tensiune de circa 0,33 V. Două pile înseriate vor furniza aproape 0,7 V.
În cadrul Universității Politehnica din București a fost elaborat un model matematic al termosifonului din interiorul pilei, necesar pentru depolarizarea electrozilor, fără a se aborda aspecte privind proveniența energiei furnizate de pilă. Considerând intensitatea extrem de mică a curentului furnizat de pilă, împreună cu reactivitatea foarte mică a electrozilor, s-ar explica durata foarte mare de funcționare a pilei fără un consum observabil de electrozi sau electrolit, consum presupus a exista drept consecință din principiul al doilea al termodinamicii. Potrivit lui Nicolae Diaconescu, directorul muzeului „Dimitrie Leonida”, la 27 februarie 2006, după 56 de ani de la construirea pilei, aceasta încă funcționa.
Analize științifice mai recente descriu pila ca fiind un capacitor dublu strat electrochimic cu autoîncarcare spontană și tot cu un gradient de temperatură între pilă și mediu presupus drept consecință a principiului al doilea al termodinamicii. Acești autori propun într-un articol științific și mai recent realizarea unui capacitor similar cu pila Karpen bazat acum pe un electrolit diferit de acidul sulfuric și anume iod în soluție apoasă de iodură de potasiu.
O altă pilă longevivă (care, fiind uscată, nu depinde nici de prezența unui electrolit) e cea din experimentul "clopotul electric de la Oxford" care funcționează neîntrerupt de peste 150 ani.
Unele articole de presă susțin că invenția lui Karpen ar fi un perpetuum mobile de speța a 2-a. În unele articole se pretinde chiar că putea fi folosită de agenții spațiale și în aplicații militare.

### Explicarea funcționării pilei de Nicolae Vasilescu-Karpen
În lucrarea sa din 1957 cu titlul Fenomene și teorii noi în electrochimie și chimie fizică, apărută la Editura Academiei Române, creatorul pilei explică modul de funcționare a pilelor create de el. NVK arată rolul esențial al electronilor în funcționarea tuturor pilelor electrochimice, cartea din 1957 având un capitol cu acest titlu. Autorul compară energia electrică furnizată de destinderea izotermă a electronilor de la concentrații mari la concentrații mici cu energia destinderii tot izoterme a unui (mol de) gaz ideal de la presiune mai mari la unele mai mici, cu preluare de căldură din mediul ambiant.
{\displaystyle E_{d}=R\ T\ln {\frac {p_{1}}{p_{2}}}}
{\displaystyle E=R\ T\ln {\frac {[e_{1}]}{[e_{2}]}}}
In pilele electrochimice obișnuite tip Volta, Daniel, concentrația diferită a electronilor in vecinătatea electrozilor este menținută prin intermediul reacțiilor chimice de încărcare-descărcare. În pilele K cu electrozi metale inatacabile nu se produc reacții chimice, menținerea concentrației diferite a electronilor se datorează diferenței energiei de interacție electron-aur, respectiv platină.
Din explicațiile autorului pilei referitor la compensarea sau necompensarea căldurii primite sau cedate de gazul electronic din metale(le electrozi) în funcție de prezența sau absența dispozitivelor electrochimice care implică interfețe intre conductorii electrici de ordinul I și II, se observă motivul neaplicării principiului al doilea al termodinamicii sub forma enunțurilor strict legate de funcționarea motoarelor termice care implică procese ciclice bitermice cu un fluid de lucru la pila Karpen. Acest motiv e legat de faptul că gazul electronic (considerat ca fluid de lucru în ipoteza considerării pilelor Karpen ca motoare termice obișnuite cu tot ce implică acest fapt) nu participă la transformări ciclice biterme, ci doar la destinderi sau comprimari izoterme. Ca urmare pila Karpen nu se poate încadra la motoare termice și deci nu se aplică principiul al doilea al termodinamicii în forma strictă bazată pe ciclu Carnot care rămâne valabil pentru motoare termice bazate pe cicluri termodinamice biterme sau echivalent spus pila Karpen nu satisface definiția unui motor termic care să necesite două surse de căldură cu temperaturi diferite. Gradientul termic presupus de unele analize nu a fost dovedit.

## Puterea electrică furnizată
Autorul pilelor afirmă la pagina 139 a cărții sale din 1957 despre una din pilele realizate și anume pila K2 prim că are puterea proporțională cu suprafața electrozilor.
Directorul Muzeului Tehnic zicea într-un interviu din 2006 că pila Karpen poate fi realizată în versiuni de puteri mai mari. Unele surse de presă fac referire în acest sens la calculele lui Karpen dar fără alte detalii.